# Constantijn Huygens
Constantijn Huygens (La Haia, 4 de setembre de 1596 –La Haia, 28 de març de 1687) fou un dels principals poetes clàssics de l'Edat d'Or neerlandesa, i pare del famós científic neerlandès Christiaan Huygens.

## Biografia
Nascut en el si d'una família aristocràtica de la Haia, Constantijn Huygens va rebre una sòlida formació humanística que li va permetre, ja als seus anys juvenils, escriure versos tant en llatí com en francès i neerlandès. Com a diplomàtic i secretari de la cort d'Holanda, va mantenir diversos contactes internacionals amb literats, científics i filòsofs de l'època -per exemple, Descartes-. Conforme a l'ideal renaixentista aristocràtic del uomo universale, va practicar diferents «arts» -enginyer, traductor, músic...- amb igual facilitat, però sobretot la poesia.
Sota la influència, al principi, del petrarquisme manierista i tal vegada dels poetes metafísics, el seu art va evolucionar passant del fàcil academicisme dominant a una expressió més personal. Huygens va saber combinar la retòrica intelectualista i complicada del petrarquismo estandarditzat amb el seu humor satíric, el qual no li va impedir posar en vers els seus assumptes sentimentals ni intervenir als debats religiosos i polítics del seu temps -Huygens va ser un fervent monàrquic i calvinista-.

## Obra

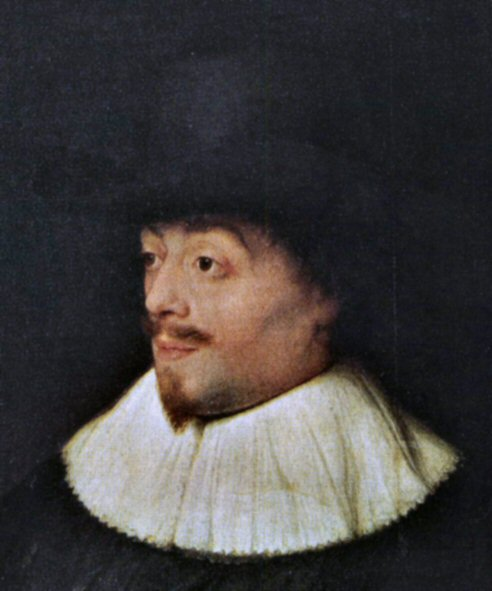
Constantijn Huygens retratat per Jan Lievens, ca. 1628.

La forma de l'epigrama era la que millor quadrava al seu caràcter. Les obres Batava Tempe (1621), el títol de les quals fa al·lusió a un conegut lloc d'esbarjo de la literatura clàssica, traslladat al país holandès, 't Costelick Mal, 1622 i Eufrasia Ooghentroost, 1647, revelen aquesta mescla de sàtira i commovedor lirisme. A més, la seva poesia està impulsada per un càlid amor a la pàtria i als bells paisatges d'Holanda. Va publicar els seus poemes neerlandesos i neolatinos sota el títol Otiorum jibri sex, 1625.
Els poemes holandesos van aparèixer separadament amb el títol Korenbloemen, 1658, edició augmentada el 1672. La seva poesia neolatina, que es distingeix així mateix per un càlcul intelectualista i un humor satíric, va ser compilada en Momenta desultoria, 1644. També va escriure una autobiografia en llatí. La seva obra més coneguda és la comèdia Triintle Cornelis,1657, peça d'un realisme amb freqüència escabrós i satíric, fàcilment adaptable encara avui dia a les exigències de la posada en escena moderna.